# 分析心理学
分析心理學（英語：Analytical psychology；或稱心理分析學）是由瑞士心理學家卡爾·榮格所帶頭發展出來的一支深度心理學，又稱榮格心理學或原型心理學。它是是榮格自1913年10月脫離佛洛伊德的精神分析學派後，開始形成的學派。
榮格認為人的心靈包含有意識的自我、無意識（unconscious，宋文里教授在一次研討會上，指出佛洛伊德的subunconscious－「潛意識」必須和榮格的unconscious－「無意識」做出區隔。）兩大部分。有意識的自我是有記憶而有連續性的。但榮格認為自我只是整體心靈的一小部分，無意識才更具影響力，而自我無意識內，有著最高的精神自性。夢是無意識對自我所開的窗子。整合自己無意識的的特性會自然的發生而發展個人的個性，這種程序叫做個體化，而個體化是沒有終點的，所以有些人傾向說「個體化歷程」。
如果一個人有意識的自我與無意識相互矛盾無法整合，則會產生精神官能症、身心症，如：恐懼症、戀物癖、或憂鬱症。須經由分析去了解與認識未知的無意識中的特性，常用的方法有分析夢或是對藝術品或詩的反應。
榮格認為無意識又分為個人無意識及集體無意識。個人無意識包括個人的種種情結，而集體無意識則包括人類整體經千百年累積在無意識中的寶貝。其證據是榮格在世界各地所收集的人類共同的象徵。他考察不同民族的宗教、神話、傳說、童話、與寓言得到所有人類共有的原型。所以在個體化可能發現超出個人經驗的象徵。其中的內容可視為人基本問題，如生命、死亡、意義、快樂、與恐懼，也可能有靈性方面的觀念。
分析夢的方法與完整的程序是很繁瑣的，也因人（分析者）而異。

## 人格類型
分析心理學認為人的性格可分為外向／外傾與內向／內傾的性格類型／態度類型（Einstellgstypen）。並再具有四個心理功能／功能類型（Funktionstypen）：思考（德文：Denken；英文：Thinking）與情感（德文：Fühlen；英文：Feeling）為理性功能（德文：Urteilsfunktionen；英文：Rational）並彼此為對立面；、感覺（德文：Empfinden，英文：Sensation）與直覺（德文：Intuieren，英文：Intuition）為非理性功能（德文：Wahrnehmungsfunktionen；英文：Irrational）並彼此為對立面，最終形成八個人格類型。
力比多（Libido）被榮格擴充為是一種心靈的能量或內在的生命力（或可說是氣），內向的人，他的這種能量是向內的而且是主觀的。外向的人，他的這種能量流向屬於外在的他與別人的關係。
榮格認為心理功能有優勢和劣勢之分，例如當思考功能站居高位時，情感就相對弱勢。榮格對於在人格類型裡面提到，優勢功能和劣勢功能不是代表哪個好或壞，而是心理功能在自我站居的高與低，榮格認為，八個人格類型每個人雖然都傾向只表現一種，但其實八種人格類型每個人都有一些些，所以潛力去體驗和發展，優勢功能如果主導自我太久時，可能會導致無意識的反撲乃至於在現實生活出現關係問題。榮格學派之所以被認定為深度心理學的一門，就是榮格以及後榮格發展都一致認為，人有其必要，去認識不同的內在人格，避免某些人格得到自我的排斥或潛抑，導致其中之一成為自己的陰暗面－心理陰影，進而導致身心症、精神官能症的爆發。

## 治療方法
榮格自1904年與佛洛伊德分道揚鑣後，開始發展以「象徵的」角度做積極想像，主要以夢境分析、沙遊（日本稱箱庭療法）、藝術治療三項為大宗。

## 榮格與佛洛伊德的異同
當代心理學界仍認為，榮格心理學為心理動力取向或深度心理學的一項分支，許多觀念承襲了佛洛伊德的觀念，譬如心理防衛機制（或者翻譯為：自我防衛機轉）在榮格心理學內仍然是適用的。榮格對於移情與反移情則較於佛洛伊德，有較開放的想法，當分析師與被分析者的阿尼瑪與阿尼姆斯發生投射時，就產生了聖耦（syzygy），這可以視為重大突破，可藉由此找出被分析者背後的原型，找出原型意涵。然而對於積極投射的治療方法，是弊大於利的，因此榮格堅持分析師受訓學員在執業前，必須經歷全面詳盡的個人分析，分析師本人極易在不同身分種產生不當的感情或非理智反應。相較於佛洛伊德，榮格認為分析師與被分析者是彼此合作關係，不少榮格學派的分析師會用「一起工作」來形容與被分析者的關係。榮格的人性觀是持正向態度的，認為人擁有追求完整的潛力，而這個過程可以被簡稱為「個體化」，個體化的起始契機乃是於人對於自己存在的意義產生懷疑時，或者是遇到重大變故時，開始逐漸內省而追求自我完整，個體化是人追求完整不斷內省與塑造的過程。
原型是分析心理學的重要根基，榮格認為，人的內心擁有無數的原型，只是沒有被挖掘出來而已，原型本身是中立性質的，原型在某些契機下投射出去，投射當下基本上是無意識的，因此分析師就必須觀察到這個現象，並且細微的察覺除這個原型之外，存在的異同和該個體別於原型的獨特性。而最理想的情況下，藉由不斷的分析和討論，被分析者能夠自身開始覺察到自己的無意識內容，而榮格將無意識的內容視為有智慧、有意識、有靈性的表現，認為無意識的訊息不單單只是病因，更能帶來更深層的思考和反省，這點與佛洛伊德只注重潛意識的是精神官能症的肇因態度非常不同。
榮格持一元中立論，許多發展基礎與煉金術的哲學意涵相關，因此往往被誤批評為神祕主義者。榮格在晚年對於佛、道......等東方思想有著極高的興趣和正向的評價，特別以道家的思想尤為興趣，在許多榮格本人乃至於後世追隨者的書籍中都能找到類似的影子。榮格與佛洛伊德的最大差異是榮格認為意識是由無意識中萌生的，意識是很脆弱的，我們能掌握的自我只有一小部分。但佛洛伊德認為，夢境只是潛意識的垃圾桶，並且不認同潛意識不能被掌控。

## 夢境分析：與精神分析學派的差異
榮格式的夢境分析／釋夢的與佛洛伊德的態度並不一樣，榮格式的分析方法高度仰賴分析師與被分析者的信任，如果兩人為不同人格類型，釋夢角度會非常不一樣，但正因此能夠產生煉金的效應，榮格認為當在談話的時候，彼此的無意識也在交流。分析師必須在心裡知道與被分析者是平等的，這跟古典精神分析不同，沙發躺椅的形式，榮格覺得這擴大了分析者在高、被分析者在下的情況，亦同時展現佛洛伊德權威性的風格，榮格在分析當事人時，非常堅持必須坐椅子並與對方有眼神交流，並且真誠的與被分析者相談。精神分析學派在20世紀初期以病因化當事人為人詬病，將潛意識內容解讀為病因來源，而分析心理學派的夢境分析是想要理解無意識中最真實的樣貌，強調向無意識保持開放的態度（最好是被分析者能夠自己意識到），並能面對不同面向的無意識嶄露的原型，分析心理學派希望被分析者能保有自我的情況下了解自己的無意識，而非極度認同某個無意識，或者說被無意識誘拐走了，分析師也必須了解被分析者的生活樣貌，他們認為才能做出有意義的聯想。
分析心理學派和後精神分析學派都受影響於人本主義的影響，當今精神分析也注重與被分析者的對等狀態，兩者皆同意夢境分析是連續的，而且夢境越接近越好，更能呈現當前被分析者內在的樣貌，以及與現實世界的關聯。兩者也都認同，探索夢境是對無意識／潛意識的絕佳途徑。

## 後續發展
分析心理学有三個流派:
- 傳統派：傳統派以荣格的理論與所寫的著作為依歸，例如：瑪麗-路易絲·弗蘭絲。
- 發展派：發展派介於荣格與梅蘭妮·克萊因的客體關係理論之間。
- 原型派：詹姆斯·希爾曼發展出原型心理學，瑪麗恩·伍德曼（英语：Marion Woodman）則提出由女性觀點出發的原型心理學。

羅伯特·L·摩爾寫了一系列的五本書，成為男性主義運動（men's movement）重要的理念。